# Мерово
Мерово (на македонска литературна норма: Мерово; на албански: Merova, Мерова) е село в Северна Македония, в община Желино.

## География
Селото се намира в областта Долни Полог, разположено по горното течение на река Суводолица в северните склонове на планината Сува гора.

## История
В края на XIX век Мерово е албанско село в Тетовска каза на Османската империя. Според статистиката на Васил Кънчов („Македония. Етнография и статистика“) от 1900 година Мерово е село, населявано от 165 жители арнаути мохамедани.
Според Афанасий Селишчев в 1929 година Мерово е село в Групчинска община в Долноположкия срез и има 70 къщи с 376 жители албанци.
Според преброяването от 2002 година селото има 901 жители.
| Националност | Всичко |
| македонци    | 1      |
| албанци      | 882    |
| турци        | 0      |
| роми         | 0      |
| власи        | 0      |
| сърби        | 0      |
| бошняци      | 0      |
| други        | 18     |